# François Braud
François Braud (Pontarlier, 27 juli 1986) is een Franse noordse combinatieskiër. Hij vertegenwoordigde zijn vaderland op de Olympische Winterspelen 2006 in Turijn, op de Olympische Winterspelen 2010 in Vancouver, op de Olympische Winterspelen 2014 in Sotsji en op de Olympische Winterspelen 2018 in Pyeongchang.

## Carrière
Braud maakte zijn wereldbekerdebuut in november 2005 in Kuusamo. Een maand later scoorde de Fransman in Ramsau zijn eerste wereldbekerpunten. Tijdens de Olympische Zomerspelen van 2006 in Turijn eindigde hij als 42e op de 15 kilometer gundersen, in de landenwedstrijd eindigde hij samen met Ludovic Roux, Jason Lamy-Chappuis en Nicolas Bal op de vijfde plaats. 
Op de wereldkampioenschappen noordse combinatie 2007 in Sapporo eindigde Braud als twintigste op de 7,5 kilometer sprint en als dertigste op de 15 kilometer gundersen. Samen met Mathieu Martinez, Maxime Laheurte en Jason-Lamy Chappuis eindigde hij als zesde in de landenwedstrijd. IN maart 2008 behaalde de Fransman in Oslo zijn eerste toptienklassering in een wereldbekerwedstrijd. In Liberec nam hij deel aan de wereldkampioenschappen noordse combinatie 2009. Op dit toernooi eindigde hij als tiende op het onderdeel massastart, als twaalfde op de gundersen normale schans en als veertiende op de gundersen grote schans. In de landenwedstrijd eindigde hij samen met Maxime Laheurte, Sébastien Lacroix en Jason Lamy-Chappuis op de vierde plaats. Tijdens de Olympische Winterspelen van 2010 in Vancouver eindigde Braud als veertiende op de gundersen grote schans en als 34e op de gundersen normale schans. Samen met Maxime Laheurte, Sébastien Lacroix en Jason-Lamy Chappuis eindigde hij als vierde in de landenwedstrijd.
Op de wereldkampioenschappen noordse combinatie 2011 in Oslo eindigde de Fransman als negende op de gundersen grote schans en als twintigste op de gundersen normale schans. Samen met Maxime Laheurte, Sébastien Lacroix en Jason-Lamy Chappuis eindigde hij als vierde in de landenwedstrijd van de grote schans en als vijfde in de landenwedstrijd van de normale schans. In Val di Fiemme nam hij deel aan de wereldkampioenschappen noordse combinatie 2013. Op dit toernooi eindigde hij als negentiende op de gundersen grote schans en als 36e op de gundersen normale schans. In de landenwedstrijd veroverde hij samen met Maxime Laheurte, Sébastien Lacroix en Jason-Lamy Chappuis de wereldtitel. Tijdens de Olympische Winterspelen van 2014 in Sotsji eindigde Braud als dertiende op de gundersen grote schans en als twintigste op de gundersen normale schans. Samen met Sébastien Lacroix, Maxime Laheurte en Jason-Lamy Chappuis eindigde hij als vierde in de landenwedstrijd. In maart 2014 stond de Fransman in Oslo voor de eerste maal in zijn carrière op het podium van een wereldbekerwedstrijd.
Op de wereldkampioenschappen noordse combinatie 2015 in Falun sleepte Braud de zilveren medaille in de wacht op de gundersen grote schans, op de gundersen normale schans eindigde hij op de dertiende plaats. Op het onderdeel teamsprint werd hij samen met Jason-Lamy Chappuis  wereldkampioen, samen met Maxime Laheurte, Sébastien Lacroix en Jason-Lamy Chappuis behaalde hij de bronzen medaille in de landenwedstrijd. In Lahti nam de Fransman deel aan de wereldkampioenschappen noordse combinatie 2017. Op dit toernooi veroverde hij de bronzen medaille op de gundersen grote schans, op de gundersen normale schans eindigde hij op de achtste plaats. In de landenwedstrijd eindigde hij samen met Laurent Muhlethaler, Maxime Laheurte en Antoine Gérard op de zevende plaats, op de teamsprint eindigde hij samen met Maxime Laheurte op de vijfde plaats. Tijdens de Olympische Winterspelen van 2018 in Pyeongchang eindigde hij als vijftiende op zowel de gundersen normale schans als de gundersen grote schans. In de landenwedstrijd eindigde hij samen met Antoine Gérard, Maxime Laheurte en Jason Lamy-Chappuis op de vijfde plaats.
Op de wereldkampioenschappen noordse combinatie 2019 in Seefeld eindigde Braud als 23e op de gundersen normale schans en als 27e op de gundersen grote schans. Samen met Laurent Muhlethaler, Maxime Laheurte en Antoine Gérard eindigde hij als zesde in de landenwedstrijd.

## Resultaten

### Olympische Winterspelen
| Jaar | Plaats      | Resultaten                                |
| ---- | ----------- | ----------------------------------------- |
| 2006 | Turijn      | 42e 15 km Gundersen 5e Team               |
| 2010 | Vancouver   | 34e Gundersen NH 14e Gundersen LH 4e Team |
| 2014 | Sotsji      | 20e Gundersen NH 13e Gundersen LH 4e Team |
| 2018 | Pyeongchang | 15e Gundersen NH 15e Gundersen LH 5e Team |

### Wereldkampioenschappen
| Jaar | Plaats        | Resultaten                                               |
| ---- | ------------- | -------------------------------------------------------- |
| 2007 | Sapporo       | 20e 7,5 km sprint 30e 15 km Gundersen 6e Team            |
| 2009 | Liberec       | 10e Massastart 12e Gundersen NH 14e Gundersen LH 4e Team |
| 2011 | Oslo          | 20e Gundersen NH 9e Gundersen LH 5e Team NH 4e Team LH   |
| 2013 | Val di Fiemme | 36e Gundersen NH · 19e Gundersen LH · Team               |
| 2015 | Falun         | 13e Gundersen NH · Gundersen LH · Team · Teamsprint      |
| 2017 | Lahti         | 6e Gundersen NH · Gundersen LH · 7e Team · 5e Teamsprint |
| 2019 | Seefeld       | 23e Gundersen NH 27e Gundersen LH 6e Team                |

### Wereldbeker
Eindklasseringen
| Seizoen   | Plaats |
| --------- | ------ |
| 2005/2006 | 39e    |
| 2006/2007 | 34e    |
| 2007/2008 | 36e    |
| 2008/2009 | 15e    |
| 2009/2010 | 30e    |
| 2010/2011 | 19e    |
| 2011/2012 | 23e    |
| 2012/2013 | 22e    |
| 2013/2014 | 20e    |
| 2014/2015 | 12e    |
| 2015/2016 | 14e    |
| 2016/2017 | 12e    |
| 2017/2018 | 17e    |
| 2018/2019 | 28e    |